# Willi Plett
William „Willi“ Plett (* 7. Juni 1955 in Asunción, Paraguay) ist ein ehemaliger kanadischer Eishockeyspieler, der während seiner aktiven Karriere für die Atlanta Flames, Calgary Flames, Minnesota North Stars und Boston Bruins in der National Hockey League spielte. Der Angriffsspieler galt aufgrund seiner körperbetonten Spielweise und Robustheit als  Enforcer.

## Karriere
Willi Plett begann seine Karriere im Jahr 1972 bei den Niagara Falls Flyers in der Southern Ontario Junior A Hockey League, ehe er 1975 ins Eishockeyteam der St. Catharines Black Hawks in die Ontario Hockey Association wechselte. In insgesamt 26 Partien erreichte er 16 Punkte und erhielt 105 Strafminuten. Plett wurde beim NHL Amateur Draft 1975 von den Atlanta Flames in der fünften Runde an insgesamt 80. Position ausgewählt. In der Saison 1975/76 sammelte er seine ersten Erfahrungen in der National Hockey League, als er in vier Spielen auflief, punkt- und straflos blieb. Fast die gesamte Spielzeit bestritt der Angriffsspieler jedoch in der Central Hockey League bei den Tulsa Oilers und etablierte sich dort rasch als fixer Bestandteil des Teams. In der folgenden Spielzeit lief er in 67 NHL-Spielen für die Flames auf und sammelte 57 Scorerpunkte. Das Team qualifizierte sich für die Play-offs und verlor in der ersten Runde die Serie gegen die Los Angeles Kings in drei Spielen mit 1:2 und schied somit aus dem Wettbewerb aus. Im selben Jahr wurde Plett als bester Rookie mit der Calder Memorial Trophy ausgezeichnet.
Auch in den folgenden drei Jahren erreichte er eine konstante Punkteausbeute, kam mit dem Flames in den Play-offs jedoch nicht über die erste Runde hinaus. 1980 wurde das Franchise nach Calgary umgezogen und trat nun als Calgary Flames in Erscheinung. Sein größter Erfolg mit dem Team gelang ihm in der Saison 1980/81, als die Flames bis in die dritte Play-off-Runde vorstießen und in sechs Partien den Minnesota North Stars unterlagen. Dies war auch seine punktemäßig beste Saison mit insgesamt 68 Zählern, die er mit 38 Toren und 30 Vorlagen realisierte. 1982 verkaufte ihn das in Calgary ansässige Team in einem Tauschhandel zusammen mit einem Viertrunden-Wahlrecht zu den Minnesota North Stars, im Austausch wechselten Steve Christoff, Bill Nyrop und ein Zweitrunden-Draftpick zu den Flames. Wie zuvor während seiner gesamten Karriere zählte Plett auch bei den North Stars zu den gesetzten Spielern und stellte in der Saison 1983/84 mit insgesamt 367 Strafminuten seinen Karriererekord auf.
In derselben Spielzeit erreichte er mit der Mannschaft den Einzug in die Conference Finals und verlor in vier Spielen gegen die Edmonton Oilers um Wayne Gretzky, Jari Kurri, Mark Messier und Paul Coffey. Am 8. September 1987 wurde er im Austausch für Pat Price zu den New York Rangers transferiert, für die er kein einziges Spiel absolvierte und rund einen Monat später beim NHL Waiver Draft freigegeben wurde. Die Boston Bruins sicherten sich daraufhin seine Dienste. Der Kanadier qualifizierte sich mit den Bruins für die Finalspiele um den Stanley Cup und verlor mit dem Team wiederum gegen die Edmonton Oilers in vier Spielen. Danach beendete er seine aktive Laufbahn.

## Erfolge und Auszeichnungen
- 1977 Calder Memorial Trophy